# Grand Prix-wegrace van Oostenrijk 1977
De Grand Prix-wegrace van Oostenrijk 1977 was tweede race van wereldkampioenschap wegrace in het seizoen 1977. De race werd verreden op 1 mei 1977 op de Salzburgring nabij Salzburg.

## Algemeen
De 350cc-race in Oostenrijk eindigde in chaos nadat er een ernstig ongeval was gebeurd. De Zwitser Hans Stadelmann verongelukte hierbij en een groot aantal coureurs weigerde daarna nog te starten. De 125cc-race ging nog gewoon door, maar de 500cc-klasse had slechts veertien starters waarvan er zes de finish haalden. Het ongenoegen was dan ook groot: Volgens de rijders zouden de marshals gele vlaggen hebben gezwaaid, terwijl bij de volledige geblokkeerde baan rode vlaggen gezwaaid hadden moeten worden (die waren niet bij elke baanpost aanwezig, een baancommissaris mocht die beslissing zelf ook niet nemen). Bij gebrek aan een draagbaar werd Stadelmann door twee man naar een verderop geparkeerde ambulance gedragen. Ambulances konden het ongeval niet bereiken omdat de race pas acht ronden later werd afgevlagd, terwijl de wrakstukken van vijf motorfietsen de baan blokkeerden. Ze waren al onderweg naar het ziekenhuis met de eerste slachtoffers (Johnny Cecotto (armbreuk), Franco Uncini (licht gewond), Dieter Braun (hersenschudding en beschadigde nekwervels) en Patrick Fernandez (ernstig gewond door open wonden aan rug en zij en veel bloed verloren) toen Hans Stadelmann op de chaos van de geblokkeerde baan inreed en verongelukte. De coureurs werden aanvankelijk tevredengesteld door de organisatie totdat berichten uit het ziekenhuis binnenkwamen: De chirurgen in het ziekenhuis hadden hun handen al vol doordat er een groot ongeluk in de buurt van Salzburg was gebeurd. Braun zou een uur met - naar men toen nog dacht - een gebroken nek op de gang hebben gelegen en Fernandez zou minstens een half uur hebben liggen schreeuwen van pijn voordat hij geholpen kon worden. Bovendien mocht de nieuwe mobiele kliniek van dokter Costa niet gebruikt worden omdat buitenlandse artsen in Oostenrijk alleen eerste hulp mochten verlenen en werd Brian Littler, die zich met de veiligheid bezighield, door de politie uit het rennerskwartier verwijderd omdat hij protesteerde tegen de gang van zaken. De FIM nam wel maatregelen tegen de wedstrijdleider (schorsing voor de rest van het seizoen), niet tegen de stakende coureurs.
De gevolgen van het ongeval waren voor veel betrokkenen niet gering: Dieter Braun beëindigde zijn carrière, Johnny Cecotto, kanshebber voor de 500cc-titel, miste drie maanden van het seizoen, Paolo Pileri moest zes weken rust houden. Patrick Fernandez raakte ernstig gewond, maar hij bleef bij bewustzijn. Dat redde zijn leven, want hij kon de artsen vertellen dat hij buikpijn had, waardoor een gescheurde darm werd ontdekt. Als dat niet was gebeurd zou hij waarschijnlijk door inwendige bloedingen zijn overleden.

## 500 cc
Na de strubbelingen rond de medische verzorging van de slachtoffers van de valpartij in de 350cc-race liet de organisatie in Oostenrijk maar eerst de zijspanklasse rijden om zo tijd te winnen om de 500cc-coureurs over te halen te gaan rijden. Het mislukte grotendeels: er kwamen veertien rijders aan de start. Boet van Dulmen lag aan de leiding toen hij een vastloper kreeg, waarna Marcel Ankoné de koppositie overnam. Hij viel echter ook uit. Jack Findlay won voor Max Wiener en Alex George. Alle finishers reden met een Suzuki. De fabrieksteams van Suzuki (Barry Sheene, Pat Hennen en Steve Parrish) en Yamaha (Steve Baker, want Johnny Cecotto had in de 350cc-race een arm gebroken) weigerden te starten. Jack Findlay verklaarde later in een interview dat hij zich op de startlijn al realiseerde dat hij de race zou winnen en dat gaf en een slecht gevoel. Hij won inderdaad, maar vond het "not one of my great moments". Findlay had echter de dure reis na de Grand Prix van Spanje achter de rug en had het startgeld nodig om weer uit Oostenrijk te kunnen vertrekken en zijn twee monteurs te betalen.

### Uitslag 500 cc
| Pos | Coureur           | Merk   | Tijd       | Punten |
| --- | ----------------- | ------ | ---------- | ------ |
| 1   | Jack Findlay      | Suzuki | 51' 19" 26 | 15     |
| 2   | Max Wiener        | Suzuki | +15" 4     | 12     |
| 3   | Alex George       | Suzuki | +15" 91    | 10     |
| 4   | Helmut Kassner    | Suzuki | +25" 36    | 8      |
| 5   | Franz Heller      | Suzuki | +1 ronde   | 6      |
| 6   | Michael Schmid    | Suzuki | +3 ronden  | 5      |
|     | Marcel Ankoné     | Suzuki | +16 ronden |        |
| DNF | Werner Nenning    | Suzuki |            |        |
| DNF | Bosse Granath     | Suzuki |            |        |
| DNF | Virginio Ferrari  | Suzuki |            |        |
| DNF | Markku Matikainen | Suzuki |            |        |
| DNF | Armando Toracca   | Suzuki |            |        |
| DNF | Stu Avant         | Suzuki |            |        |
| DNF | Boet van Dulmen   | Suzuki |            |        |

## 125 cc
In Oostenrijk was de 125cc-race de enige die ertoe deed, maar dat kwam omdat de 350cc-race werd afgelast en de belangrijkste 500cc-coureurs weigerden te rijden. Men verwachtte een strijd tussen Ángel Nieto en Pier Paolo Bianchi, maar plotseling bleek de Morbidelli van Eugenio Lazzarini erg snel. Nieto viel uit door een gebroken radiatorslang, maar Bianchi kon Lazzarini absoluut niet volgen en werd met 50 seconden achterstand tweede, voor Harald Bartol.

### Uitslag 125 cc
| Pos | Coureur                | Merk       | Tijd       | Punten |
| --- | ---------------------- | ---------- | ---------- | ------ |
| 1   | Eugenio Lazzarini      | Morbidelli | 48' 14" 90 | 15     |
| 2   | Pier Paolo Bianchi     | Morbidelli | +49" 98    | 12     |
| 3   | Harald Bartol          | Morbidelli | +58" 97    | 10     |
| 4   | Pierluigi Conforti     | Morbidelli | +1' 08" 28 | 8      |
| 5   | Stefan Dörflinger      | Morbidelli | +1' 26" 66 | 6      |
| 6   | Hans Müller            | Morbidelli | +1' 26" 73 | 5      |
| 7   | János Drapál           | Morbidelli | +1 ronde   | 4      |
| 8   | Per-Edvard Carlsson    | Morbidelli | +1 ronde   | 3      |
| 9   | Rolf Blatter           | Morbidelli | +1 ronde   | 2      |
| 10  | Johann Parzer          | Morbidelli | +1 ronde   | 1      |
| 11  | Matti Kinnunen         | Morbidelli | +1 ronde   |        |
| 12  | Hans Hallberg          | Morbidelli | +1 ronde   |        |
| 13  | Thierry Noblesse       | Morbidelli | +1 ronde   |        |
| 14  | Hans-Jürgen Hummel     | Morbidelli | +1 ronde   |        |
| 15  | Johann Zemsauer        | Rotax      | +1 ronde   |        |
| 16  | August Auinger         | Morbidelli | +1 ronde   |        |
| 17  | Cees van Dongen        | Morbidelli | +2 ronden  |        |
| 18  | Jan Ubels              | Morbidelli | +2 ronden  |        |
| 19  | Alfred Schmid          | Morbidelli | +2 ronden  |        |
| 20  | Toni Mang              | Morbidelli | +2 ronden  |        |
| 21  | Walter Koschine        | Morbidelli | +3 ronden  |        |
| 22  | Marc Constantin        | Morbidelli | +3 ronden  |        |
| DNF | Ángel Nieto            | Bultaco    |            |        |
| DNF | Gert Bender            | Bender     |            |        |
| DNF | Xaver Tschannen        | Bender     |            |        |
| DNF | Ernst Fagerer          | Morbidelli |            |        |
| DNF | Jean-Louis Guignabodet | Morbidelli |            |        |
| DNF | Juliaan Vanzeebroeck   | Morbidelli |            |        |
| DNF | Jacky Hutteau          | Morbidelli |            |        |
| DNF | Horst Seel             | Seel       |            |        |
| DNF | Werner Schmied         | Rotax      |            |        |
| DNF | Patrick Plisson        | Morbidelli |            |        |
| DNF | Herbert Rittberger     | Morbidelli |            |        |
| DNF | Thierry Espié          | Motobécane |            |        |
| DNF | Michel Baloche         | Motobécane |            |        |
| DNF | Rino Pretelli          | Morbidelli |            |        |

## Zijspanklasse
Omdat veel 500cc-coureurs weigerden te rijden liet de organisatie in Oostenrijk de zijspanklasse eerder rijden, waardoor ze nu eens niet het sluitstuk van de dag was. Rolf Biland en Kenny Williams hadden met hun Schmid-Yamaha veruit als snelste getraind, maar startten slecht. Daardoor werd de kopgroep aanvankelijk gevormd door Alain Michel/Gérard Lecorre (GEP-Yamaha) en George O'Dell/Kenny Arthur (Windle-Yamaha). Wereldkampioen Rolf Steinhausen viel al snel uit. Biland wist iedereen nog in te halen en won de race, gevolgd door O'Dell/Arthur en Michel/Lecorre.

### Uitslag zijspanklasse
| Pos | Coureur               | Bakkenist                 | Merk          | Tijd       | Punten |
| --- | --------------------- | ------------------------- | ------------- | ---------- | ------ |
| 1   | Rolf Biland           | Kenneth Williams          | Schmid-Yamaha | 47' 01" 41 | 15     |
| 2   | George O'Dell         | Kenny Arthur              | Windle-Yamaha | +23" 33    | 12     |
| 3   | Alain Michel          | Gérard Lecorre            | GEP-Yamaha    | +48" 65    | 10     |
| 4   | Göte Brodin           | Bengt Forsberg            | Windle-Yamaha | +1' 13" 74 | 8      |
| 5   | Werner Schwärzel      | Andreas Huber             | ARO-Fath      | +1' 22" 31 | 6      |
| 6   | Dick Greasley         | Mick Skeels               | Windle-Yamaha | +1 ronde   | 5      |
| 7   | Bruno Holzer          | Karl Meierhans            | LCR-Yamaha    | +1 ronde   | 4      |
| 8   | Heinz Luthringshauser | Hermann Hahn              | MKM-BMW       | +2 ronden  | 3      |
| 9   | Amedeo Zini           | Andrea Fornaro            | König         | +2 ronden  | 2      |
| 10  | Herbert Prügl         | Johann Kußberger          | Rotax         | +2 ronden  | 1      |
| 11  | Marc Alexandre        | Paul Gerard               | Kova-König    | +2 ronden  |        |
|     | Helmut Schilling      | Rainer Gundel             | Schmid-Yamaha | +4 ronden  |        |
|     | Rudi Kurth            | Dane Rowe                 | Yamaha        | +4 ronden  |        |
|     | Siegfried Schauzu     | Hartmut Schimanski        | Busch-Yamaha  | +5 ronden  |        |
|     | Ted Jansen            | Erich Schmitz             | Colyam-Yamaha | +7 ronden  |        |
| DNF | Jean-François Monnin  | Edouard Weber             | Seymaz-Yamaha |            |        |
| DNF | Rolf Steinhausen      | Josef Huber               | Busch-König   |            |        |
| DNF | Max Venus             | Norbert Bittermann        | Eckl-König    |            |        |
| DNF | Hermann Schmid        | Martial Jean-Petit-Matile | Schmid-Yamaha |            |        |

1927 · 1928 · 1929 · 1930 · 1947 · 1948 · 1950 · 1951 · 1952 · 1953 · 1954 · 1955 · 1956 · 1957 · 1958 · 1959 · 1960 · 1961 · 1962 · 1963 · 1964 · 1965 · 1966 · 1967 · 1968 · 1969 · 1970 · 1971 · 1972 · 1973 · 1974 · 1975 · 1976 · 1977 · 1978 · 1979 · 1981 · 1982 · 1983 · 1984 · 1985 · 1986 · 1987 · 1988 · 1989 · 1990 · 1991 · 1993 · 1994 · 1996 · 1997 · 2016 · 2017 · 2018 · 2019 · 2020 · 2021 · 2022 · 2023 · 2024 · 2025